# Humerał

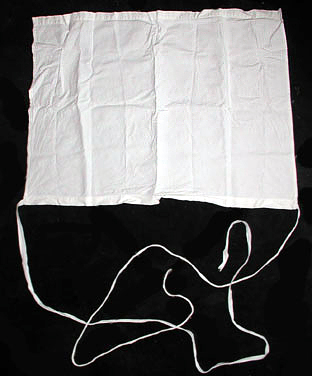
Humerał

Humerał (od łac. humerus – ramię), rzadziej amictus – w Kościołach tradycji zachodniej (rzymskokatolickim, anglikańskim, luterańskim, itp.) biała, prostokątna chusta z tkaniny lnianej będąca elementem stroju liturgicznego, okrywająca szyję i ramiona noszącego albę, zawiązywana na piersiach.

## Historia
Humerał pochodzi od chusty okrywającej szyję i ramiona, używanej w starożytności przez członków ówczesnych elit. Sama nazwa wiąże się z łacińskim słowem humerale, które oznacza wojskowy płaszcz zarzucany na ramiona. Od VIII w. pełnił lokalnie funkcję szaty liturgicznej, ale w całym Kościele zaczął być stosowany dopiero od X w.

## Forma humerału
Humerały przeważnie nie są zdobione lub są zdobione bardzo skromnie – niewielkim haftowanym lub naszywanym krzyżem. Na potrzeby wyjątkowo podniosłych ceremonii religijnych stosuje się bogatszą wersję humerału, zdobioną tzw. parurą, czyli dopasowanym wzorem do ornatu; haftowanym, usztywnionym pasem materiału, w przypadku humerału mocowanym doń tak, by wznosił się nad szyję przypominając kołnierz.

## Symbolika i znaczenie
Humerał nazywany jest „przyłbicą zbawienia”, gdyż taki zwrot padał w krótkiej modlitwie odmawianej przez kapłana w czasie zakładania tego elementu stroju. Symbolizuje ochronę przed zakusami szatana. Humerał nakładano najpierw na głowę, po czym przesuwano na ramiona i szyję. 
Czysto praktycznym powodem noszenia humerału jest ochrona ornatu przed potem. Niektórzy zakonnicy zakładają nieco większy humerał na swój kaptur, tak aby nie był on widoczny.

## Obecnie
Według współcześnie obowiązującego Ogólnego wprowadzenia do mszału rzymskiego humerał nie jest niezbędny w stroju liturgicznym, należy go jednak zakładać, gdy alba jest tak uszyta, że nie zasłania w pełni stroju świeckiego w rejonie szyi. 